# Jonas Kazlauskas
Jonas Kazlauskas (Panevėžys, 21 novembre 1954) è un ex cestista e allenatore di pallacanestro lituano, fino al 1991 sovietico.

## Carriera
Da allenatore ha guidato la Lituania a due edizioni dei Giochi olimpici (Sydney 2000, Rio de Janeiro 2016) a due dei Campionati mondiali (1998, 2014) e a cinque dei Campionati europei (1997, 1999, 2001, 2013, 2015).
Inoltre ha guidato la Cina ai Campionati asiatici del 2005, ai Campionati mondiali del 2006 e ai Giochi olimpici di Pechino 2008 e la Grecia ai Campionati europei del 2009 e ai Campionati mondiali del 2010.

## Palmarès

### Allenatore
- Campionato lituano: 6

Žalgiris Kaunas: 1994-95, 1995-96, 1996-97, 1997-98, 1998-99
Lietuvos rytas: 2001-02
- Campionato russo: 2

CSKA Mosca: 2010-11, 2011-12
- Eurocoppa: 1

Žalgiris Kaunas: 1997-98
- Coppa dei Campioni: 1

Žalgiris Kaunas: 1998-99
- Lega Nord Europea NEBL: 1

Žalgiris Kaunas: 1999
- VTB United League: 1

CSKA Mosca: 2011-12